# Версаль (Огайо)
Версаль (англ. Versailles) — селище (англ. village) в США, в окрузі Дарк штату Огайо. Населення — 2692 особи (2020).

## Географія
Версаль розташований за координатами 40°13′20″ пн. ш. 84°28′58″ зх. д. / 40.22222° пн. ш. 84.48278° зх. д. (40.222271, -84.482673).  За даними Бюро перепису населення США в 2010 році селище мало площу 4,85 км², з яких 4,84 км² — суходіл та 0,02 км² — водойми.

## Демографія
Згідно з переписом 2010 року, у селищі мешкало 2687 осіб у 1083 домогосподарствах у складі 686 родин. Густота населення становила 554 особи/км².  Було 1150 помешкань (237/км²).
Расовий склад населення:
| - 99,0 % — білих - 0,2 % — чорних або афроамериканців - 0,1 % — корінних американців |

До двох чи більше рас належало 0,7 %. Частка іспаномовних становила 0,6 % від усіх жителів.
За віковим діапазоном населення розподілялося таким чином: 25,9 % — особи молодші 18 років, 54,7 % — особи у віці 18—64 років, 19,4 % — особи у віці 65 років та старші. Медіана віку мешканця становила 39,8 року. На 100 осіб жіночої статі у селищі припадало 91,4 чоловіків;  на 100 жінок у віці від 18 років та старших — 87,9 чоловіків також старших 18 років.
Середній дохід на одне домашнє господарство  становив 64 836 доларів США (медіана — 46 705), а середній дохід на одну сім'ю — 81 254 долари (медіана — 63 438). Медіана доходів становила 48 424 долари для чоловіків та 39 750 доларів для жінок. За межею бідності перебувало 7,6 % осіб, у тому числі 6,7 % дітей у віці до 18 років та 6,3 % осіб у віці 65 років та старших.
Цивільне працевлаштоване населення становило 1151 осіб. Основні галузі зайнятості: виробництво — 44,7 %, освіта, охорона здоров'я та соціальна допомога — 16,1 %, транспорт — 7,0 %, будівництво — 5,6 %.